# Sendangsoko
Sendangsoko is een bestuurslaag in het regentschap Pati van de provincie Midden-Java, Indonesië. Sendangsoko telt 1270 inwoners (volkstelling 2010).